# Амайя (опера)
«Амайя» (баск. Amaya) — опера (согласно авторскому определению — лирическая драма) испанского композитора Хесуса Гуриди по мотивам романа Франсиско Наварро Вильослады «Амайя, или Баски в VIII веке», впервые поставленная в 1920 году.

## История
Либретто оперы на испанском языке написал Хосе Мария Арройта Хауреги, на баскский язык его перевёл Хосе де Арруэ.
Премьера оперы состоялась в Бильбао в театре «Колизей Альбия» 22 мая 1920 года в следующем составе: Амайя — Офелия Ньето, Амагойя — Ага Ляховска, Асьер — Селестино Агирресаробе, Теодосио — Исидоро де Фагоага, Мигель — Габриэль Олайсола, Олалья — Кармен Нейва, гонец и первый пастух — Пио Иглесиас, старик-наваррец и второй пастух — Хосе Кастресана, слуга Учин — Франсиско Алорта, второй слуга — Исидоро Гинея. Оркестром дирижировал Хуан Ламот де Гриньон. В постановке участвовали Хоровое общество Бильбао и Симфонический оркестр Барселоны. Постановка имела успех: после премьеры состоялись представления 25, 27, 29 и 30 мая, а Бискайский провинциальный совет профинансировал издание 2000 экземпляров нот «Амайи» для голоса и фортепиано.
После премьеры в Бильбао оперу исполняли в Королевском театре (Мадрид, 1922), театре «Колон» (Буэнос-Айрес, 1930), Большом театре «Лисео» (Барселона, 1934) и Национальном театре (Прага, 1941).
В 1952 году вышел фильм Луиса Маркины «Амайя», музыку к которому также написал Хесус Гуриди.

## Действующие лица
| Роль                                                      | Голос (версия 1920) | Голос (версия 1998) |
| --------------------------------------------------------- | ------------------- | ------------------- |
| Амайя, девушка из знатной баскской семьи                  | сопрано             | сопрано             |
| Амагойя, тётка Амайи, жрица                               | контральто          | меццо-сопрано       |
| Асьер, приёмный сын Амагойи, жених Амайи                  |                     | бас                 |
| Теодосио де Гоньи, знатный христианин, возлюбленный Амайи | тенор               | тенор               |
| Мигель, отец Теодосио                                     | бас                 | баритон             |
| Пласида, мать Теодосио                                    |                     | меццо-сопрано       |
| Олалья, сестра Теодосио                                   | сопрано             | меццо-сопрано       |
| пастух                                                    | бас                 | баритон             |
| гонец                                                     | баритон             | баритон             |
| Учин, слуга Теодосио                                      | тенор               | тенор               |
| старик-наваррец                                           | бас                 | тенор               |

## Сюжет

### Пролог
Действие происходит в начале VIII века. Баски, живущие в Наварре, стремятся перейти от общинного строя к государственности и собираются выбрать Теодосио де Гоньи своим правителем. Но есть и другая, ещё более почтенная семья — потомки легендарного прародителя басков Айтора. Последний потомок этой семьи — Амайя, и, согласно воле Айтора, тот, кто женится на ней, должен стать баскским королём. Теодосио влюбляется в Амайю, та отвечает ему взаимностью, но вынуждена скрывать свои чувства, так как живёт у своей тётки Амагойи, верной язычеству и семейным традициям. Амагойя настояла на обручении Амайи со своим приёмным сыном Асьером, однако отец Амайи не дал согласия на брак, и Асьер ушёл из дома в поисках приключений.

### Действие 1
Со дня отъезда Асьера проходит несколько лет. В ночь перед праздником полнолуния Амайя и Амагойя любуются закатом над морем. Амайя боится, что Теодосио забыл её. Амагойя мечтает о возвращении Асьера. Появляется гонец, он приносит весть о том, что Асьер собирается вернуться, жениться на Амайе и стать королём. Амайя слышит разговор Амагойи с гонцом, но сама думает лишь о Теодосио. Тем временем на праздник полнолуния собирается народ. Амагойя входит во дворец и облачается в жреческие одежды. Народ удивляется, что Амагойя выглядит счастливой, а Амайя — печальной.
Амагойя поёт песнь о счастливых грядущих временах. В этот момент прибывает Теодосио и объясняет цель своего приезда. Амагойя принимает его за Асьера и представляет народу как будущего мужа Амайи. 
Амагойя зажигает ритуальный костёр и поёт гимн луне. Амайя и Теодосио отдаляются от остальных. Теодосио уговаривает Амайю принять крещение. Амагойя приглашает племянницу спеть благодарственную песнь Айтору. Дойдя до слов «когда придёт освободитель», Амайя замолкает и отказывается продолжать. Амагойя проклинает всех, кто презрел старые обычаи и поклоняется чужеземным богам. Возвращается Асьер. Теодосио предлагает Амайе бежать с ним, креститься и выйти за него замуж.

### Действие 2
К дверям дворца Теодосио подходят Амагойя и Асьер, обвиняя друг друга в бегстве Амайи и изрыгая проклятия. Отец Теодосио, Мигель де Гоньи, приглашает их на свадебный пир. Асьер раскрывает всем правду о себе и утверждает, что он настоящий муж Амайи. Амайя вынуждена рассказать Теодосио, что не соглашалась на брак с Асьером, так как не понимала его намерений, и что её отец также не дал своего согласия. Затем она рассказывает Асьеру, что полюбила Теодосио, приняла крещение и вышла замуж. Амагойя проклинает Амайю именем Айтора. Асьер просит о разговоре с Амайей, но та отказывает.
Мигель объявляет, что он и его жена Пласида уступают Теодосио и Амайе собственное брачное ложе. Асьер улучает момент, чтобы поговорить с Амайей. Она отказывается его слушать и призывает на помощь Деву Марию. Асьер уходит, обещая отомстить.
Теодосио уходит на войну. Прощаясь с Амайей, он вспоминает, что во время разговора с Асьером она была бледна и у неё дрожали руки, и просит жену поклясться в любви. Амайя напоминает, что уже произносила такую клятву у алтаря. Её слова и упрёк Мигеля успокаивают Теодосио, и он уходит.

### Действие 3
Теодосио и двое его слуг возвращаются с войны. Во время привала слуги поют песню о Лело и его неверной жене Тоте, и это усиливает подозрения Теодосио. Все трое продолжают путь и встречают Асьера, переодетого старым отшельником. Асьер уговаривает Теодосио вернуться домой до полуночи, заявляя, что тот увидит жену с любовником на собственном брачном ложе. Теодосио спешит во дворец и убивает тех, кто спал на ложе. Входит Амайя со светильником в руке и рассказывает, что уступила Мигелю и Пласиде их прежнюю комнату. Теодосио в страхе сбегает. Амайя видит окровавленные тела Мигеля и Пласиды и падает без чувств.

### Эпилог
Проходит семь лет. По указанию папы римского Теодосио в знак покаяния за убийство родителей удаляется на гору Аралар, живёт отшельнической жизнью в пещере и носит вериги. Появляются Амайя и Олалья, лицо Амайи закрыто покрывалом. Олалья просит брата стать вождём басков в борьбе с маврами. Тот отказывается и объясняет, что должен оставаться отшельником, пока вериги не спадут сами собой. Олалья заговаривает об Амайе. Теодосио рад, что его жена жива, но возвращается в пещеру. Амайя, слышавшая разговор, клянётся в любви к Теодосио, и не надеется, что разделяющая их цепь может порваться.
Входят два пастуха, неся раненого Асьера. Теодосио милосердно принимает его, но тот утверждает, что недостоин помощи, потому что предал свой народ и указал маврам путь в Баскские земли. Теодосио не может сделать выбор между местью и милосердием. Амайя просит Бога сжалиться над её мужем. Чувствуя приближение смерти, Асьер говорит, что хочет принять крещение. Теодосио крестит умирающего Асьера и взывает к архангелу Михаилу с просьбой о заступничестве, и вериги сами собой падают на землю.
Амайя сбрасывает покрывало с лица. Теодосио заявляет, что в знак любви и верности жены на протяжении стольких лет он отныне будет звать её не Амайя (amaia с баск. — «конец»), а Ираупена (iraupena с баск. — «продолжение»). Супруги восхваляют Бога и архангела Михаила.

## Аудиозапись
Marco Polo, 1998. Дирижёр — Тео Алькантара. Исполнители: Амайя — Ребекка Копли; Амагойя — Марианна Корнетти; Паула и Олалья — Ичаро Менчака; Теодосио — Сесар Эрнандес; Асьер — Росендо Флорес; Учин, первый пастух и слуга — Анхель Пасос; Мигель, гонец и второй пастух — Карлос Конде; старик — Горка Роблес.

### Комментарии
1. ↑  В издании либретто 1998 года — Паула.
2. ↑  В издании 1998 года в переводе либретто на английский, немецкий и французский языки используется имя Констанса.